# Shanghai Port FC
Der Shanghai Port Football Club (chinesisch 上海海港足球俱乐部, Pinyin Shànghǎi hǎigǎng zúqiú jùlèbù), bis 2021 bekannt als Shanghai SIPG, ist ein Fußballverein aus Shanghai in China. Der Verein spielt in der Chinese Super League, der höchsten Spielklasse des Landes. Seine Heimspiele trägt der Verein seit 2021 in der neugebauten SAIC Motor Pudong Arena mit 37.000 Plätzen aus. Der Eigentümer ist seit 2013 die Shanghai International Port Group (SIPG).

## Geschichte
Gegründet wurde der Verein 2005 als Shanghai Dongya FC. Seitdem konnte 2007 die China League Two gewonnen werden, sodass man in die China League One aufstieg. 2012 wurde die China League One gewonnen, sodass man schließlich in die Chinese Super League aufstieg und bis heute die Klasse hielt. 2012 wurde der Mannschaftsname für 30 Millionen Yuan (für drei Jahre) an die Zobon Group verkauft. Vor der Saison 2013 wurde der Name abermals infolge eines Sponsordeals mit der Shanghai International Port Group verkauft, sodass der Verein aktuell Shanghai SIPG genannt wird. Ende 2014 wurde Sven-Göran Eriksson als neuer Cheftrainer verpflichtet.
Im Sommer 2015 wurde der ghanaische Nationalspieler Asamoah Gyan vom al-Ain Club eingestellt. Anfang 2016 wurde bekannt, dass der Verein den Stürmer Elkeson vom Ligakonkurrenten Guangzhou für eine achtstellige Ablösesumme verpflichtet habe.
Während des Sommertransferfensters 2016 wurde der Brasilianer Hulk für eine Rekordsumme von ca. 55,8 Millionen Euro verpflichtet. Im Januar 2017 folgte sein Landsmann Oscar. Mit den beiden Verstärkungen erreichte der portugiesische Übungsleiter André Villas-Boas, der nur ein Jahr lang blieb, den zweiten Platz in der Liga und das Halbfinale der asiatischen Champions League.

## Platzierungen
| Saison   | 2006 | 2007 | 2008 | 2009 | 2010 | 2011 | 2012 | 2013 | 2014 | 2015 | 2016 | 2017 | 2018 | 2019 | 2020 | 2021 | 2022 | 2023 | 2024 |
| -------- | ---- | ---- | ---- | ---- | ---- | ---- | ---- | ---- | ---- | ---- | ---- | ---- | ---- | ---- | ---- | ---- | ---- | ---- | ---- |
| Liga     | 3    | 3    | 2    | 2    | 2    | 2    | 2    | 1    | 1    | 1    | 1    | 1    | 1    | 1    | 1    | 1    | 1    | 1    | 1    |
| Position | 7    | 1    | 6    | 4    | 4    | 9    | 1    | 9    | 5    | 2    | 3    | 2    | 1    | 3    | 4    | 2    | 4    | 1    | 1    |

## Kader der Saison 2024
Stand: 26. Dezember 2024
| Nr. |                     | Position | Name           |
| --- | ------------------- | -------- | -------------- |
| 1   | China Volksrepublik | TW       | Junling Yan    |
| 2   | China Volksrepublik | AB       | Ang Li         |
| 3   | China Volksrepublik | AB       | Tylas Browning |
| 4   | China Volksrepublik | AB       | Shenchao Wang  |
| 5   | China Volksrepublik | AB       | Linpeng Zhang  |
| 6   | China Volksrepublik | MF       | Huikang Cai    |
| 7   | China Volksrepublik | ST       | Lei Wu         |
| 8   | Brasilien           | MF       | Oscar          |
| 9   | Brasilien           | ST       | Gustavo        |
| 10  | Uruguay             | ST       | Matías Vargas  |
| 11  | China Volksrepublik | ST       | Wenjun Lü      |
| 12  | China Volksrepublik | TW       | Wei Chen       |
| 13  | China Volksrepublik | AB       | Zhen Wei       |
| 14  | China Volksrepublik | ST       | Shenglong Li   |
| 16  | China Volksrepublik | MF       | Xin Xu         |
| 17  | Taiwan              | ST       | Will Donkin    |
| 18  | Brasilien           | MF       | Léo Cittadini  |
| 19  | China Volksrepublik | AB       | Zhen'ao Wang   |
| 20  | China Volksrepublik | MF       | Shiyuan Yang   |
| 21  | China Volksrepublik | ST       | Binbin Chen    |

| Nr. |                     | Position | Name          |
| --- | ------------------- | -------- | ------------- |
| 22  | Brasilien           | MF       | Matheus Jussa |
| 23  | China Volksrepublik | AB       | Huan Fu       |
| 25  | China Volksrepublik | TW       | Jia Du        |
| 27  | China Volksrepublik | ST       | Jin Feng      |
| 30  | Brasilien           | ST       | Willian Popp  |
| 31  | China Volksrepublik | AB       | Shimeng Bao   |
| 32  | China Volksrepublik | AB       | Shuai Li      |
| 33  | China Volksrepublik | ST       | Zhurun Liu    |
| 37  | China Volksrepublik | MF       | Xuhuang Chen  |
| 38  | China Volksrepublik | MF       | Deming Li     |
| 39  | China Volksrepublik | AB       | Kai Liu       |
| 40  | China Volksrepublik | AB       | Zhichen Zhao  |
| 41  | China Volksrepublik | TW       | Kun Liang     |
| 42  | China Volksrepublik | AB       | Yang Chen     |
| 44  | China Volksrepublik | AB       | Jifan Zhang   |
| 45  | China Volksrepublik | ST       | Xiaolong Liu  |
| 46  | China Volksrepublik | ST       | Baiyang Liu   |
| 49  | China Volksrepublik | ST       | Xinxiang Li   |
| 52  | China Volksrepublik | MF       | Jingchao Meng |
| 64  | China Volksrepublik | AB       | Yiwei Wang    |

## Erfolge
- Chinese Super League:
  - Meister: 2018, 2023, 2024
  - Vizemeister: 2015, 2017, 2021

- Chinesischer FA-Cup-Sieger: 2024

- Chinese FA Super Cup: 2019

- China League One: 2012

- China League Two: 2007

## Trainerhistorie
- Claude Lowitz (2006)
- Jiang Bingyao (2007–2009)
- Fan Zhiyi (2010)
- Jiang Bingyao (2012)
- Gao Hongbo (2013)
- Xi Zhikang (2014)
- Sven-Göran Eriksson (2015–2016)
- André Villas-Boas (2017)
- Vítor Pereira (2017–2020)
- Ivan Leko (2021–2022)
- Xi Zhikang (2022–2023)
- Javier Pereira (2023–)

## Namenshistorie
- 2005–2014 Shanghai Dongya FC (上海东亚)
- 2015–2020 Shanghai International Port Group Football Club oder Shanghai SIPG FC (上海上港集团足球俱乐部)
- seit 2021 Shanghai Port FC (上海海港足球俱乐部)

## Spieler
- Tobias Hysén (2014–2015)
- Darío Conca (2015–2016)
- Asamoah Gyan (2015–2016)
- Hulk (2016–2020)
- Marko Arnautovic (2019–2021)
- Oscar (2016–)